# 马特乌斯·帕托
马特乌斯·安东尼奥·索萨·多斯桑托斯（葡萄牙語：Matheus Antonio Souza dos Santos，1995年6月8日—），一般称为马特乌斯·帕托（Matheus Pato），巴西职业足球运动员，司职前锋，现效力于中超俱乐部山东泰山。

## 职业生涯
2023年7月27日，帕托转会至中超联赛俱乐部山东泰山。